# Sesamia celebensis
Sesamia celebensis là một loài bướm đêm trong họ Noctuidae.